# ハーバート・ラドリー
ハーバート・ラドリー（Herbert Rudley、1910年3月22日 - 2006年9月9日）はアメリカ合衆国の俳優。
ハーバート・ラッドレーとも表記される。

## 略歴
1910年3月22日に米ペンシルベニア州フィラデルフィアで生まれる。
テンプル大学に通っていたが、2年目の終わりに退学してニューヨークに渡り、エヴァ・ル・ガリエンヌのシヴィック・レパートリー劇場の奨学金を得ると、1928年に初舞台を踏む。
1931年にブロードウェイデビューし、その後も様々な舞台に立つ。
1938年に出演したブロードウェイの舞台『Abe Lincoln in Illinois』の映画化作品『エイブ・リンカーン』（1940年）に舞台でも演じた「セス・ゲイル」役で出演して本格的に映画デビューすると、その後も様々な映画に出演し、1950年代になるとテレビドラマを中心に活動するようになる。中でも1967年から1969年まで放送されたテレビシリーズ『おお猛妻イブとケイ』の主人公の1人イブ（演：イヴ・アーデン）の夫ハーブ役で知られる。
2006年9月9日に心臓麻痺で死去。

## 私生活
1940年に結婚した最初の妻アンとの婚姻中に脚本家のサレット・トバイアスと不倫関係になったため、1947年にアンはトバイアスを相手に幼い息子スティーヴンから父親を奪ったとして10万ドルの損害賠償を請求する訴訟を起こしている。
その後、アンと離婚し、1958年にマリリン・M・パールと再婚してラドリーが2006年に亡くなるまで添い遂げている。
なお、マリリンと再婚する前に、不倫相手だったトバイアスと1948年に再婚し、後に離婚したとする資料もある。

## 主な出演作品

### 映画
- エイブ・リンカーン Abe Lincoln in Illinois (1940)
- 第七の十字架 The Seventh Cross (1944)
- アメリカ交響楽 Rhapsody in Blue (1945)
- 激戦地 A Walk in the Sun または Salerno Beachhead (1945)
- 死刑囚に聞け! Decoy (1946)
- ジャンヌ・ダーク Joan of Arc (1948)
- 銀の盃 The Silver Chalice (1954)
- すてきな気持 That Certain Feeling (1956)
- 悪魔の生体実験 The Black Sleep (1956)
- 若き獅子たち The Young Lions (1958)
- 無頼の群 The Bravados (1958)
- 最後の一人まで Tonka (1958)
- 赤い砂塵 The Jayhawkers! (1959)
- 悲愁 Beloved Infidel (1959)
- 荒野の逃亡者 Hell Bent for Leather (1960)
- ママ、泣かないで Forever and Beyond (1983)

### テレビドラマ
- ガンスモーク Gunsmoke (1956-1957)
- カリフォルニアンズ The Californians (1957)
- ペリー・メイスン Perry Mason (1958-1962)
- ブロンコ Bronco (1960)
- ララミー牧場 Laramie (1960-1962)
- 探偵マイケル Michael Shayne (1960-1961)
- ベン・ケーシー Ben Casey (1962)
- バージニアン The Virginian (1963)
- 奥さまは大スター Mona McCluskey (1965-1966)
- おお猛妻イブとケイ The Mothers-in-Law (1967-1969)
- ダラス Dallas (1981)